# زمین‌لرزه فوریه ۱۹۶۷ کلمبیا
زمین‌لرزه کلمبیا در تاریخ ۹ فوریه ۱۹۶۷ میلادی، برابر با ‎۲۰ بهمن ۱۳۴۵، ساعت ۱۵:۲۴:۴۷ به زمان یوتی‌سی در کلمبیا رخ داد. ژرفای این زلزله ۴۱٫۴ کیلومتر بود. بزرگی آن ۷٫۲ در مقیاس Mw اعلام شده‌است. زمین‌لرزه به وقت محلی در روز پنج‌شنبه، ساعت ۱۰ روی داده و منطقه زمانی آن یوتی‌سی -۵ بوده‌است.
سازمان زمین‌شناسی آمریکا نیز جای این زمین‌لرزه را در مختصات ۲°۵۴′شمالی ۷۴°۵۴′غربی / ۲٫۹°شمالی ۷۴٫۹°غربی و بزرگی آنرا برابر با ۶٫۸ در مقیاس ریشتر اعلام کرده‌است. ژرفای گزارش شده از سوی این سازمان ۶۰ کیلومتر می‌باشد.
شمار کشتگان زلزله حدود ۹۸ نفر بوده‌است. تعداد زخمیان ۲۰۰ نفر برآورده شده‌است.